# ツシマスベトカゲ
ツシマスベトカゲ（対馬滑蜥蜴、対馬滑石竜子、学名：Scincella vandenburghi）は、トカゲ科スベトカゲ属に分類されるトカゲ。

## 分布
対馬。

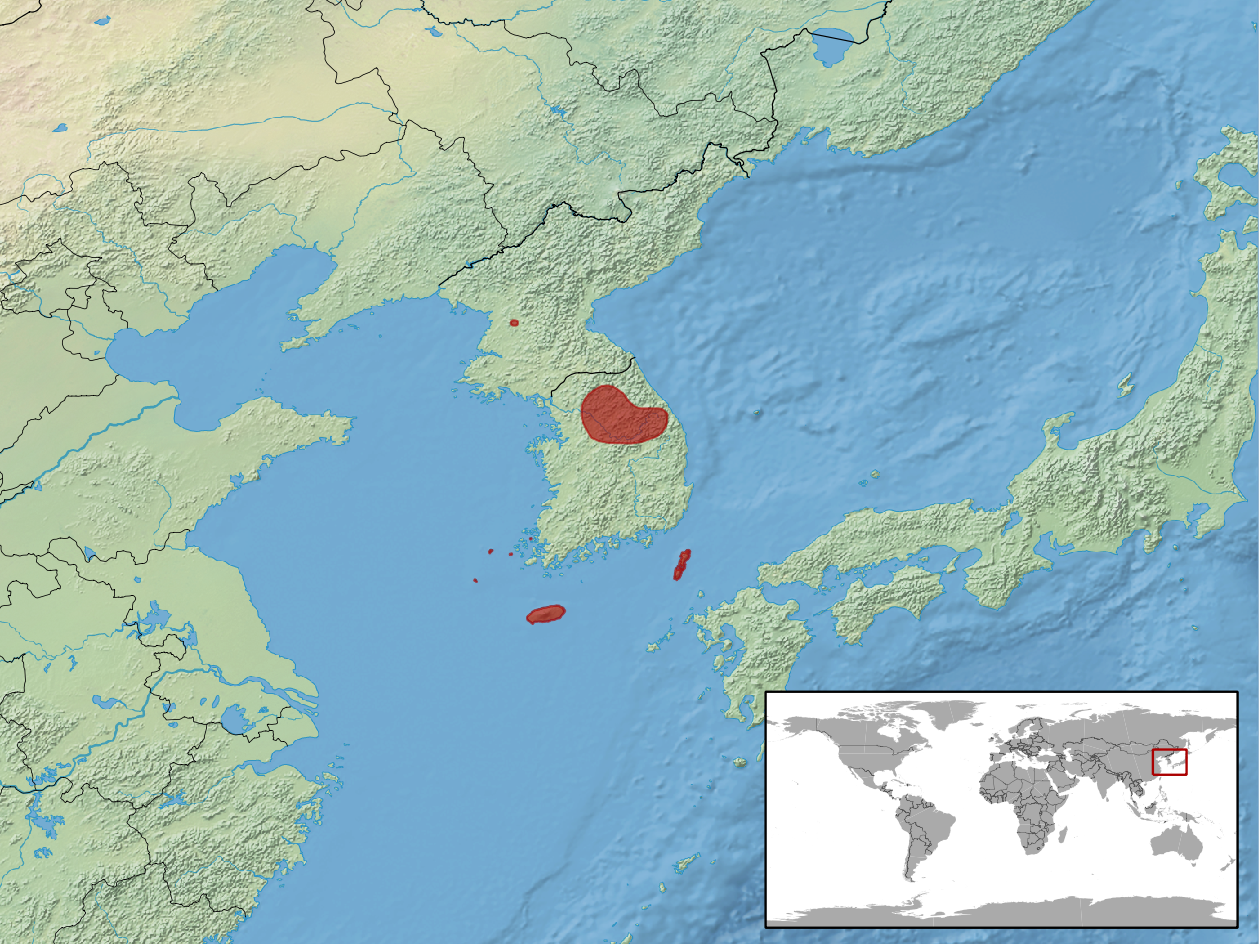
分布域

かつては対馬の固有種とされていたが、現在では朝鮮半島にも分布していることが分かっている。

## 形態
全長80-100mm、頭胴長は40～50mm。
その名の通りウロコは滑らかで、鈍い金属光沢をもつ。
四肢は短く、尾は全長の半分よりもやや長くなる。比較的胴や尾は細長い。
頭部は小さく、吻部は先端が細い。左右の前額板は、中央で接する。
体色は暗褐色、斑紋が散らばり、側面には黒褐色の条線が入る。また、鼻孔から尾の先端部まで不鮮明な線が波状に入る。
同属のサキシマスベトカゲとは
- 第４指の指下板の数が異なる(本種は11-13枚に対してサキシマスベトカゲは14-16枚)[1][2]
- 指が短い

ことで識別。

## 生態
対馬の平地から山地へ広く生息し、倒木や石の下、石垣の近くなどで見られる。民家の庭先で日光浴する姿を見かけることもある。動きは俊敏。
食性は動物食で、昆虫やクモなどの大型土壌生物を食べる。
卵生で、5-6月頃に雌が穴を掘って1-9個の卵を産むが、親がそれを保護するような習性は見られない。